# Carol Proner
Caroline Proner, também conhecida como Carol Proner (Curitiba, 14 de julho de 1974), é uma jurista, advogada e articulista brasileira. É professora da Universidade Federal do Rio de Janeiro (UFRJ), fundadora da Associação Brasileira de Juristas pela Democracia (ABJD) e integrante do Grupo Prerrogativas. Atua principalmente nas áreas do direito internacional e dos direitos humanos. 
É doutora em direito pela Universidade Pablo de Olavide (Espanha) e mestre em direito pela Universidade Federal de Santa Catarina (UFSC). Atua também como diretora-executiva do Instituto Joaquín Herrera Flores, coordenadora-executiva da Escola de Estudos Latino-Americanos e Globais (ELAG) e do Consejo Latinoamericano de Justicia y Democracia (CLAJUD) no Brasil, além de integrante do Grupo de Puebla.
Em 2012, foi nomeada para a Comissão de Anistia do Ministério da Justiça. Em 2019, recebeu a Medalha Chiquinha Gonzaga, honraria concedida pela Câmara Municipal do Rio de Janeiro com o objetivo de homenagear personalidades femininas que reconhecidamente tenham se destacado em prol das causas democráticas e humanitárias. Em 2022, fundou o escritório de advocacia Proner & Strozake. Em fevereiro de 2023, foi indicada ao cargo de assessora internacional do presidente do Banco Nacional de Desenvolvimento Econômico e Social (BNDES), Aloizio Mercadante.
É casada com o músico Chico Buarque desde 2021.

## Atuação como articulista
Autora de dezenas de livros e artigos acadêmicos, Carol Proner é articulista do jornal online Último Segundo do iG e do portal Brasil 247, além de contribuir regularmente com publicações como Congresso em Foco, Consultor Jurídico, e manter uma coluna em vídeo na TVT.
Ademais, elabora artigos de opinião no sítio de seu escritório, Proner & Strozake.
Em março de 2021 foi uma das organizadoras e autoras de O Livro das Parcialidades, lançado pelo Grupo Prerrogativas, obra que compila artigos de diversos advogados e juristas a respeito da Operação Lava Jato.
Integra o conselho editorial do Brasil 247.

## Vida pessoal
Em 18 de setembro de 2021, Carol Proner casou-se com o músico, dramaturgo e escritor Chico Buarque em Petrópolis (RJ).

## Publicações selecionadas
Livros

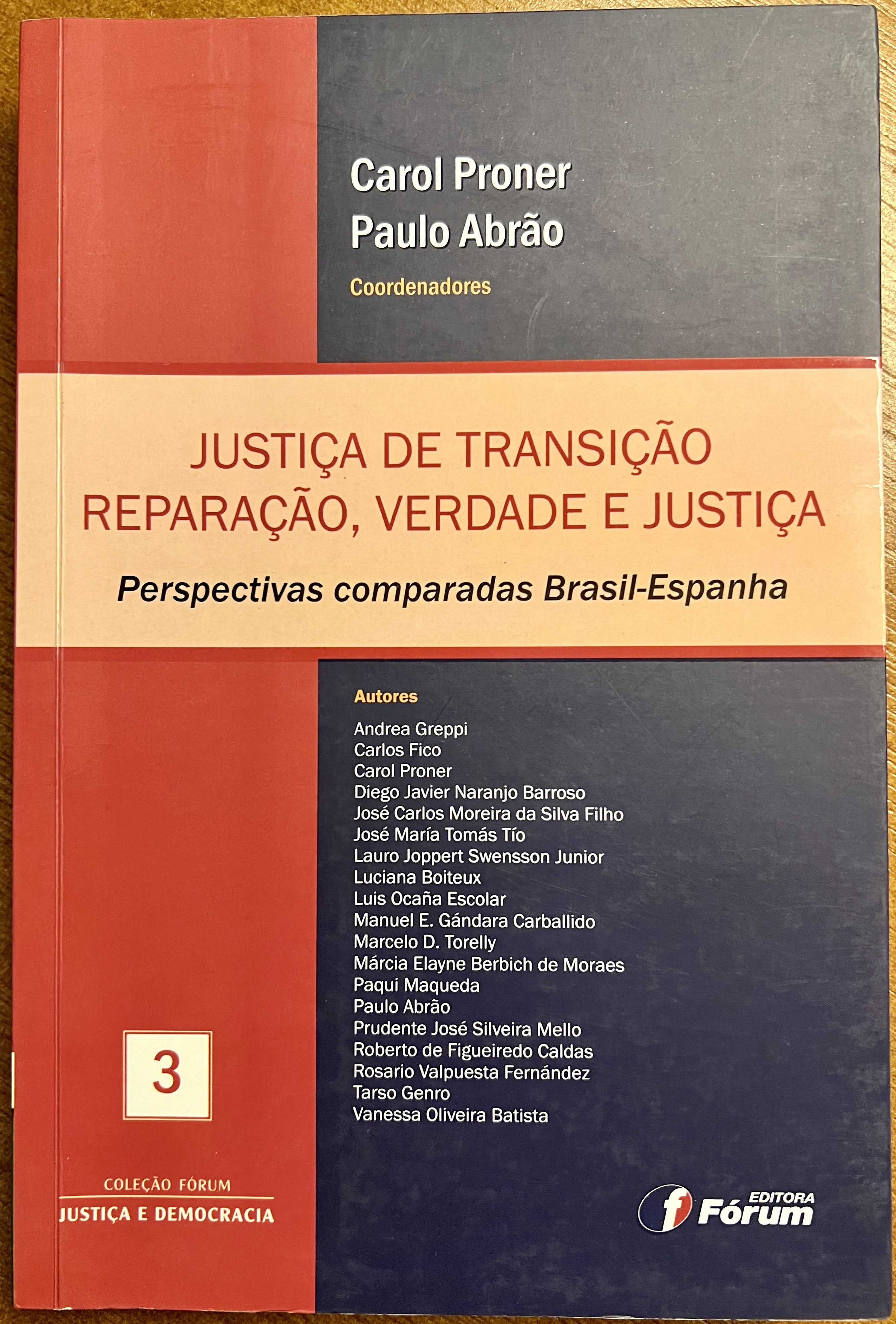
Capa de "Justiça de Transição - Reparação, Verdade e Justiça" (2013)

- PRONER, C.; GOMES, E. B. Resumos de Direito Internacional Publico e Privado. Bauru-SP: Edipro, 2011, v.01.
- PRONER, C.  Propriedade intelectual e direitos humanos. Sistema Internacional de Patentes e Direito ao Desenvolvimento. Porto Alegre: Fabris, 2007, v.1000. p.412.
- PRONER, C. Propriedade Intelectual. Para uma outra ordem jurídica possível. São Paulo: Cortez, 2007, v.3000. p.120.
- PRONER, C. Os direitos humanos e seus paradoxos. Analise do sistema americano de proteção. Porto Alegre: Editora Sergio Fabris, 2002, v.01. p.247.
- Marco Aurélio de Carvalho; Lenio Luiz Streck; Carol Proner; Fabiano Silva dos Santos, eds. (março de 2021), O Livro das Parcialidades, ISBN 978-65-86823-94-3, Wikidata Q107531023
- PRONER, C.; GANDARA CARBALLIDO, M. E.; MAGALHAES, J. N.; RICOBOM, Gisele. Black Mirror Law: o direito em tempos de neoliberalismo. Petrópolis: Primore Editora, 2020.; RICOBOM, Gisele; DORNELLES, J. R. W. Comentários a um acórdão anunciado. O processo Lula
- PRONER, C.; CITTADINO, G no TFR4. Sao Paulo: Expressão Popular. Projeto Editorial Praxis, 2018, v.1. p.285.
- PRONER, C.; CITTADINO, G.; RICOBOM, Gisele; DORNELLES, J. R. W. Comentarios a una sentencia anunciada el proceso Lula. Buenos Aires: CLACSO, 2018
- PRONER, C.; BACK, C. Estudios Sobre Justicia Comunitaria En América Latina Reflexiones Críticas. Valencia: Tirant Lo Blanch, 2018
- PRONER, C.; BACK, C.; RICOBOM, Gisele; OLASOLO, H. 70 aniversario de la Declaración Universal de los Derechos Humanos. La Protección Internacional de los derechos humanos em cuestión. Valencia: Tirant lo Blanch, 2018, v.1. p.700.
- Carol Proner; Gisele Cittadino; Gisele Ricobom; João Ricardo Dornelles, eds. (1 de agosto de 2018), Comentários a um acórdao: o processo Lula no TRF4, ISBN 978-85-9482-029-7, Conselho Latino-Americano de Ciências Sociais, JSTOR 10.2307/j.ctvn96ggq, doi:10.2307/J.CTVN96GGQ, Wikidata Q104153930
- PRONER, C.; CITTADINO, G.; RICOBOM, Gisele; DORNELLES, J. R. W. Comentários a uma sentença anunciada. O processo Lula. Bauru: Cana 6, Projeto Editorial Praxis, 2017, v.1. p.482.
- PRONER, C.; CITTADINO, G.; RICOBOM, Gisele; DORNELLES, J. R. W. Comments on a notourious veredict: the trial of Lula. Buenos Aires: CLACSO, 2017
- PRONER, C.; CITTADINO, G.; RAMOS FILHO, Wilson; TENENBAUM, M. A Resistencia ao Golpe de 2016. Bauru: Canal 6, 2016, v.1. p.425.
- PRONER, C.; CITTADINO, G.; MAGALHAES, J. N.; PEIXOTO, K.; GUIMARAES, M. C. A Resistencia Internacional ao Golpe de 2016. Bauru: Canal 6 Editora, 2016, v.1. p.494.
- PRONER, C; ABRÃO, P. Justiça de Transição: Reparação, Memória e Verdade - perspectivas comparadas Brasil-Espanha. Belo Horizonte: Editora Fórum, 2013, p.384.

Artigos
- PRONER, C. Lava Jato e a Degradação do Sistema de Justiça no Brasil In: Livro das Parcialidades.1 ed. Rio de Janeiro: Editora Telha, 2021, p. 55-66.
- PRONER, C. Operação Lava Jato e relações externas In: Operação Lava Jato: crime, devastação econômica e perseguição política.1 ed.: Expressão Popular, 2021, p. 210-.
- PRONER, C.; CITTADINO, G. Projeto Suspeição em Suspenso: Resultados In: Livro das Parcialidades.1 ed.Rio de Janeiro: Editora Telha, 2021, p. 199-210.
- PRONER, C. Quando a parcialidade é extraterritorial, tudo se explica In: O livro das suspeições: o que fazer quando sabemos que Moro era parcial e suspeito?.1 ed.Rio de Janeiro: Editora Telha, 2020, p. 284-299.
- PRONER, C. TEORIA CRÍTICA DOS DIREITOS HUMANOS: OS DIREITOS HUMANOS E SEUS PARADOXOS. In: PENSAMENTO CRÍTICO - DIREITOS HUMANOS NA PERSPECTIVA INTERCULTURAL.1 ed.São Paulo: Tirant Lo Blanch, 2020, v.1, p. 9-44.